# 석천초등학교 (부천시)
석천초등학교는 대한민국 경기도 부천시 원미구에 있는 공립 초등학교이다.

## 학교 연혁
- 2002년 9월 1일: 개교

## 참고 자료
- 석천초등학교 - 한국교육학술정보원 학교알리미